# Felskängurus

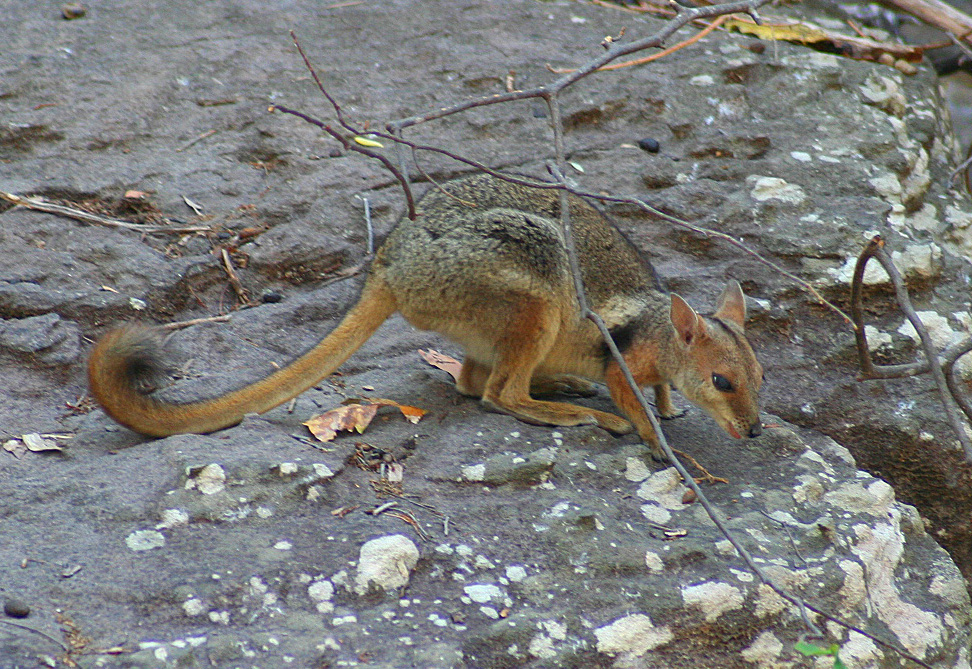
Kurzohr-Felskänguru (Petrogale brachyotis)

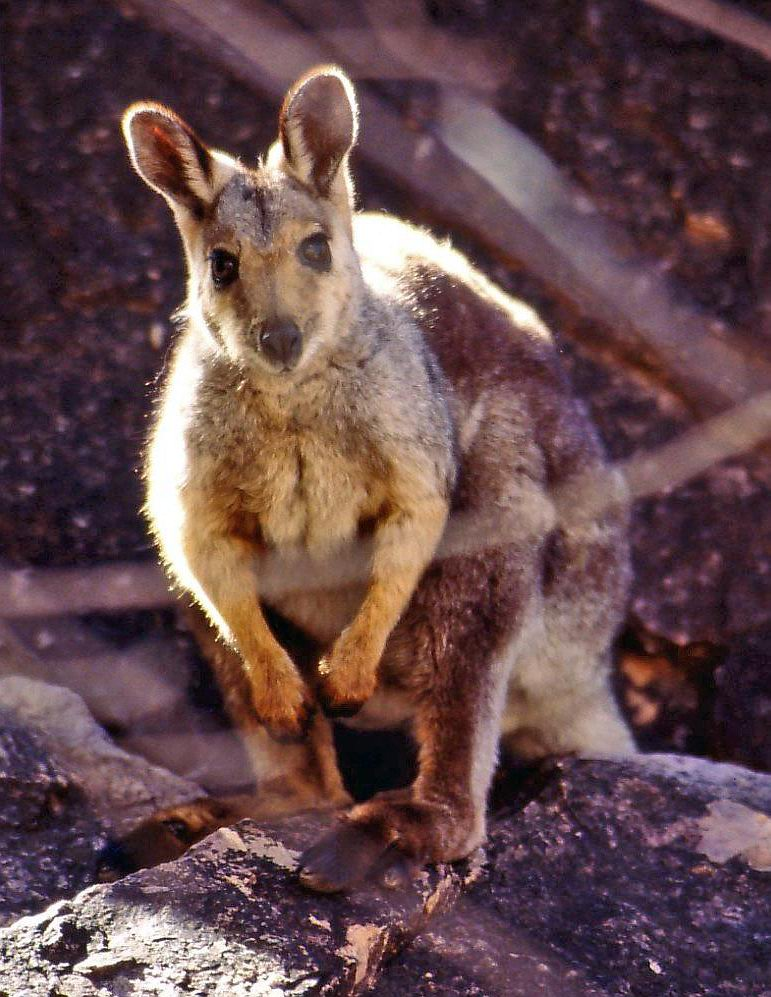
Schwarzpfoten-Felskänguru
(Petrogale lateralis)

Die Felskängurus (Petrogale), englisch Rock Wallabies, sind eine Gattung aus der Familie der Kängurus (Macropodidae). Mit 17 Arten zählen sie zu den artenreichsten Gattungen dieser Familie.

## Allgemeines
Felskängurus bewohnen gebirgige Regionen im Nordwesten, Osten und Südosten Australiens, es gibt sie jedoch nicht in Tasmanien. Es sind mittelgroße Kängurus; außer dem Zwergsteinkänguru erreichen alle Arten eine Kopf-Rumpf-Länge (ohne Schwanz) von 50 bis 80 Zentimeter und ein Gewicht von 3 bis 9 Kilogramm. Charakteristisch für viele Arten sind Streifen oder Muster auf dem Körper.
Felskängurus sind nachtaktiv und verbringen den Tag in Höhlen oder Felsspalten versteckt. Sie sind ausgezeichnete Kletterer, wobei ihnen gut entwickelte Ballen an den Hinterfüßen Halt geben. Der lange und buschige Schwanz dient weniger als Stütze, sondern vielmehr als Balancierhilfe bei ihren über vier Meter weiten Sprüngen über Felsklüfte. Wie alle Kängurus sind sie Pflanzenfresser, allerdings sehr genügsame: sie ernähren sich im Notfall auch von Baumrinde oder Wurzeln.
Im Gegensatz zu anderen kleineren Arten der Kängurufamilie sind sie weniger bedroht und zum Teil noch weit verbreitet, vielleicht, weil ihre felsigen Lebensräume für Hasen, Schafe und andere eingeführte Nahrungskonkurrenten kaum zugänglich sind.

## Die Arten
Es werden 17 Arten unterschieden, die sich in drei Artengruppen einteilen lassen:
- brachyotis-Gruppe
  - Das Kurzohr-Felskänguru (P. brachyotis) bewohnt das nordwestliche Australien. Es ist durch die auffallend kurzen Ohren gekennzeichnet.
  - Das Kimberley-Felskänguru (P. burbidgei) ist nach dem Zwergsteinkänguru die zweitkleinste Art. Es lebt im Kimberleyplateau in Westaustralien.
  - Das Zwergsteinkänguru (P. concinna) ist die kleinste Art. Sie wird (ohne Schwanz) nur 30 cm lang, 1 bis 2 kg schwer und bewohnt den Nordwesten Australiens. Es wird manchmal in der Gattung Peradorcas eingeordnet.
  - Das Wilkins-Felskänguru (Petrogale wilkinsi) wurde erst Ende 2014 als eigenständige Art erkannt.[1]
- xanthopus-Gruppe
  - Das Proserpine-Felskänguru (P. persephone) ist die bedrohteste Art. Es lebt nur in einem kleinen Gebiet an der Küste von Queensland und wird von der IUCN als bedroht gelistet.
  - Das Rothschild-Felskänguru (P. rothschildi) lebt im nordwestlichen Westaustralien.
  - Das Gelbfuß-Felskänguru (P. xanthopus) gilt mit seinem grau, weiß und braun gemustertem Fell und dem geringelten Schwanz als schönstes aller Kängurus. Durch die Bejagung ist es in einem Teil seines Verbreitungsgebietes ausgestorben, Schutzmaßnahmen haben zu einer Erholung des Bestandes geführt. Gelbfuß-Felskängurus bewohnen den Südosten Australiens.
- lateralis/penicillata-Gruppe
  - Das Variable Felskänguru (Petrogale assimilis) ist im nördlichen Queensland beheimatet.
  - Das Kap-York-Felskänguru (P. coenensis) ist nur von drei Orten auf der Kap-York-Halbinsel bekannt. Es dürfte eine sehr seltene Art sein.
  - Das Godman-Felskänguru (P. godmani) findet sich im Osten der Kap-York-Halbinsel.
  - Das Herbert-Felskänguru (P. herberti) ist im südöstlichen Queensland beheimatet.
  - Das Queensland-Felskänguru (P. inornata) ist durch ein einheitliches graues Fell gekennzeichnet. Es lebt im östlichen Queensland.
  - Das Schwarzpfoten-Felskänguru (P. lateralis) ist über fast ganz Australien verbreitet.
  - Das Mareeba-Felskänguru (P. mareeba) lebt nur in der Nähe der Stadt Mareeba im nördlichen Queensland.
  - Das Bürstenschwanz-Felskänguru (P. pennicillata) lebt in mehreren kleinen, über ganz Australien verteilten Gebieten. Eine kleine Gruppe, die von entflohenen Exemplaren abstammt, lebt wild auf der zu Hawaii gehörenden Insel Oʻahu.
  - Das Purpurnacken-Felskänguru (P. purpureicollis), dessen systematische Stellung lange umstritten war, ist durch seine auffällige Halsfärbung charakterisiert.
  - Das Sharman-Felskänguru (P. sharmani) bewohnt ein nur 2000 km² großes Gebiet an der Küste von Queensland.

Die Schwestergruppe und damit die nächsten Verwandten der Felskängurus sind die Baumkängurus (Dendrolagus).